# Дайнамоз (футбольный клуб, Хараре)
«Да́йнамоз» (англ. Dynamos Football Club) — клуб из Зимбабве, базируется в городе Хараре. Команда в настоящее время играет в ФПЛЗ и считается одним из наиболее популярных клубов в Зимбабве. Домашние матчи проводит на стадионе «Руфаро», вмещающем 45 000 зрителей.

## История
В начале 1960-х основатель «Дайнамоз» Сэм Доя решил создать клуб, состоящий исключительно из представителей чёрной общины страны. В 1962 году в Родезии был создан профессиональный чемпионат, а уже в следующем 1963 году был официально образован клуб «Дайнамоз», за который первоначально выступали игроки расформированных ранее столичных команд «Солсбери Сити» и «Солсбери Юнайтед».

## Достижения
Чемпионат Родезии/Зимбабве
- Чемпион — 1963, 1965, 1966, 1970, 1976, 1978, 1980, 1981, 1982, 1983, 1985, 1986, 1989, 1991, 1994, 1995, 1997, 2007

Кубок Зимбабве
- Победитель — 1985, 1988, 1989, 1996, 2007

Лига Чемпионов КАФ
- Финалист — 1998
- Полуфиналист — 2008